# Kouceila Boualia
Kouceila Boualia (en arabe : كسيلة بوعالية, en tifinagh : ⴽⵓⵙⴰⵢⵍⴰ ⴱⵓⵄⴰⵍⵢⴰ), né le 14 mars 2001 à Aïn El Hammam, dans la wilaya de Tizi Ouzou, est un footballeur algérien jouant au poste d'ailier droit.

## Biographie

### Avec la JS Kabylie (2020-2025)

#### Formation à la JS Azazga et signature du premier contrat professionnel avec l'équipe sénior de la JS Kabylie
Kouceila Boualia, résidant à Azazga, dans la wilaya de Tizi Ouzou, originaire du village de Tizi Oumalou, de la commune d'Abi Youcef, dans la daïra d'Aïn El Hammam, en Kabylie, fait ses premiers pas, à la Jeunesse sportive Azazga, avant de rejoindre les jeunes catégories de la JS Kabylie.
Il signe son premier contrat professionnel, durant l’été 2020, sous la direction de Cherif Mellal.

#### Premier match avec l'équipe sénior de la JS Kabylie
Lors de la 6e journée du championnat d'Algérie 2020-2021, en déplacement, il joue son premier match, avec la JSK, le 27 décembre 2020, face à l'US Biskra, en entrant à la 72e minute de jeu, sous la houlette de l'entraîneur Youcef Bouzidi.

#### Premier but et premières passes décisives avec l'équipe sénior de la JS Kabylie
Le 25 avril 2021, lors de la 18e journée du championnat de la saison 2020-2021, il inscrit son premier but, avec la JSK, à la 68e minute de jeu, face à l'USM Bel Abbès, dans une victoire de 5-0 des Canaris, en déplacement.
Il se distingue, dans ce match, avec deux passes décisives, sur les buts du joueur libyen Abdussalam Tubal.

#### Finaliste de la Coupe de la confédération avec la JS Kabylie
Le 10 juillet 2021, avec la JSK, il est finaliste de la Coupe de la confédération 2020-2021, face au Raja Casablanca. Il rentre à la 69e minute de jeu, dans cette finale.
Il joue au total, dans cette édition de la coupe, six matchs, inscrivant un but, en phase de poules. Le but est inscrit, le 28 avril 2021, face au NAPSA Stars FC, de la Zambie.

#### Signature d'un nouveau contrat avec la JS Kabylie
Toujours, sous la direction de Cherif Mellal, le 2 août 2021, il prolonge son contrat, de quatre ans, avec la JSK, jusqu'à la fin de la saison 2024-2025.

#### Premier titre remporté avec la JS Kabylie
Le 10 août 2021, il inscrit un but, dans la finale de la Coupe de la Ligue algérienne 2020-2021, face au NC Magra, au Stade du 5-juillet-1962. Il remporte cette édition, avec la JSK.
Il joue, dans cette coupe, quatre matchs, marquant deux buts, au total. L'autre but est inscrit, le 8 mai 2021, face au NA Hussein Dey, en 1/8 de finale de la compétition.

#### Blessure grave et saison blanche
Le 2 octobre 2021, il se blesse aux ligaments croisés, durant un match amical de pré-saison, face à la JS Bordj Ménaïel.
Il rate la totalité de la saison footballistique 2021-2022, pour subir une opération chirurgicale, le 1er décembre 2021, au centre hospitalier d'Aspetar, au Qatar.

#### Retour à la compétition
De retour à la compétition après une blessure grave, lors de la saison 2022-2023, en championnat, il est l'un des joueurs du club kabyle qui s'est le plus distingué, surtout, dans la deuxième moitié de saison. Dans la phase retour du championnat, entre avril et juillet 2023, il inscrit cinq buts importants, en plus de provoquer deux penalties, dans la course au maintien de la JSK, en Ligue 1, face au HB Chelghoum Laïd, le MC El Bayadh, le MC Oran et le NC Magra.
En championnat, il termine la saison 2022-2023, en étant le deuxième meilleur buteur de l'équipe, avec un total de six buts, contribuant au maintien des Canaris, en Ligue 1.

#### Parcours en Ligue des champions de la CAF 2022-2023 avec la JS Kabylie
Avec la JS Kabylie, il prend part à la Ligue des champions de la CAF 2022-2023. Au total, il joue huit matchs, dans cette édition. Il se distingue, le 17 février et le 11 mars 2023, lors de la phase de groupes, avec deux passes décisives, face au Wydad Casablanca et l'AS Vita Club, contribuant à la qualification, du club kabyle, aux quarts de finale de la plus prestigieuse coupe africaine, pour la première fois en 13 ans.

#### La chevauchée fantastique en championnat avec la JS Kabylie
Le 6 juin 2023, lors du Classico algérien de la 25e journée du championnat de la saison 2022-2023, au Stade du 1er-novembre-1954, à Tizi Ouzou, face au MC Alger, reprenant une balle perdue, après un corner de l'équipe adverse, à la 45e minute de jeu, il fait une accélération impressionnante, où il a parcouru pratiquement tout le terrain, avant de délivrer une passe décisive à son coéquipier Adem Redjem, pour le 2-0.

#### Prolongation de contrat avec la JS Kabylie
Convoité par plusieurs clubs étrangers à la fin de la saison 2022-2023, et en étant déjà sous contrat avec le club kabyle jusqu'à la fin de la saison 2024-2025, le 17 juillet 2023, il décide de prolonger son aventure, avec la JSK, jusqu’à la fin de la saison 2025-2026.

#### Premier buteur du Stade Hocine-Aït-Ahmed en match officiel
Le 27 septembre 2024, lors de la 2e journée du championnat de la saison 2024-2025, dans une victoire de 2-1 de la JSK, face à l'Olympique Akbou, au Stade Hocine-Aït-Ahmed de Tizi Ouzou, il inscrit le premier but du Stade Hocine-Aït-Ahmed en match officiel à la 3e minute de jeu et il est passeur décisif sur le but victorieux d'Aimen Lahmeri à la 64e minute de jeu.

#### Départ de la JS Kabylie
En août 2025, il quitte la JSK.

## Style de jeu
Selon le site internet francophone algérien DZfoot spécialisé dans l'actualité du football algérien : « Kouceila Boualia est un joueur tonique, offensif complet et rapide, son déficit de taille est compensé par beaucoup de puissance et de solidité sur ses appuis. Fin techniquement, il possède une capacité d'élimination remarquable qui lui permet de faire des différences en un contre un ou lors de longues courses. Son raid solitaire lors du Classico algérien en championnat le 6 juin 2023 face au MC Alger qui a notamment marqué les esprits. Cette action résume à la fois les qualités athlétiques de vitesse et de puissance du joueur ainsi que sa capacité à dribbler son vis-à-vis. Point important, c'est également un bon tireur de coup franc. Doté d'une excellente frappe de balle, son pied gauche peut apporter le danger sur des coups de pied arrêtés ou en repiquant dans l'axe depuis son côté droit ».

## Statistiques

### En club
| Saison                | Club                  | Championnat           | Championnat | Championnat | Championnat | Coupe(s) nationale(s) | Coupe(s) nationale(s) | Coupe(s) nationale(s) | Compétition(s) continentale(s) | Compétition(s) continentale(s) | Compétition(s) continentale(s) | Compétition(s) continentale(s) | Total | Total | Total |
| Saison                | Club                  | Division              | M.          | B.          | P.d.        | M.                    | B.                    | P.d.                  | Comp.                          | M.                             | B.                             | P.d.                           | M.    | B.    | P.d.  |
| 2020-2021             | JS Kabylie            | Ligue 1               | 23          | 2           | 2           | 4                     | 2                     | 0                     | C2                             | 6                              | 1                              | 0                              | 33    | 5     | 2     |
| 2022-2023             | JS Kabylie            | Ligue 1               | 24          | 6           | 5           | 1                     | 0                     | 0                     | C1                             | 8                              | 0                              | 2                              | 33    | 6     | 7     |
| 2023-2024             | JS Kabylie            | Ligue 1               | 25          | 5           | 3           | 1                     | 0                     | 0                     | -                              | -                              | -                              | -                              | 26    | 5     | 3     |
| 2024-2025             | JS Kabylie            | Ligue 1               | 20          | 3           | 4           | 2                     | 0                     | 0                     | -                              | -                              | -                              | -                              | 22    | 3     | 4     |
| Total sur la carrière | Total sur la carrière | Total sur la carrière | 92          | 16          | 14          | 8                     | 2                     | 0                     | -                              | 14                             | 1                              | 2                              | 114   | 19    | 16    |

## En équipes nationales

### Convocations avec l'équipe d'Algérie A' (2021-2025)
Kouceila Boualia est convoqué, en équipe d'Algérie A', le 22 août 2021, par le sélectionneur Madjid Bougherra, pour affronter la Syrie et le Burundi, en amical, en vue de la Coupe arabe des nations de la FIFA 2021.
Il joue son premier match, avec l'équipe A', face à la Syrie, le 26 août 2021, en entrant à la 80e minute de jeu. Lors de son deuxième match, avec l'équipe A', il est titulaire, face au Burundi, le 29 août 2021.
Le 3 octobre 2021, il est convoqué, par Bougherra, en équipe A', en prévision d'un match amical, face au Bénin, dans le cadre de la préparation, à la Coupe arabe des nations 2021. Il déclare forfait, pour le match, face aux Béninois, en raison d'une sérieuse blessure contractée, lors d'un match amical de pré-saison, avec la JS Kabylie.

### Convocations avec l'équipe algérienne des moins de 23 ans (2022-2023)
Le 18 septembre 2022, il est convoqué, en équipe nationale algérienne des moins de 23 ans, par le sélectionneur Noureddine Ould Ali, pour une double confrontation amicale, face au Soudan, qui sert de préparation au match du deuxième tour, des éliminatoires de la CAN U23 2023.
Le 19 octobre 2022, il est convoqué, par Ould Ali, pour une double confrontation, face à la république démocratique du Congo, à l’occasion du deuxième tour des éliminatoires, de la CAN des moins de 23 ans. Il joue le match aller mais il déclare forfait pour le match retour, en raison de douleurs au mollet.
Le 8 mars 2023, il est convoqué, par Ould Ali, pour un regroupement, en vue de la double confrontation, face au Ghana, pour le compte du troisième et dernier tour qualificatif, à la Coupe d’Afrique des nations de football des moins de 23 ans. Ould Ali libère le joueur, le 10 mars 2023, en plein regroupement, pour le mettre à la disposition de la JS Kabylie, en vue de la réception du club congolais de l'AS Vita Club, en phase de poules de la Ligue des champions de la CAF. Le 19 mars 2023, il est convoqué, pour la double confrontation, face aux Ghanéens.
Le 21 juin 2023, il est convoqué, par le sélectionneur Rachid Aït Mohamed, pour un stage de présélection, en vue de la participation aux Jeux panarabes de 2023, de l'équipe nationale algérienne des moins de 23 ans. Le 30 juin 2023, il ne figure pas dans la liste finale des joueurs qui prendront part au tournoi car il est mis à la disposition de la JS Kabylie, pour les cinq derniers matchs du maintien en Ligue 1 de son club, du 1er au 15 juillet 2023.
Le 14 décembre 2023, il est convoqué, par le sélectionneur Yacine Manaa, en prévision d'un regroupement et d'un match amical, face à la Palestine, à Annaba, au Stade du 19-mai-1956. Il déclare forfait, pour le match amical, en raison d'une blessure à l'épaule.

## Palmarès

### En club
| JS Kabylie (1) |
| --- |
| - Ligue 1 : - Vice-champion : 2025 - Coupe de la Ligue (1) : - Vainqueur : 2021 - Coupe de la confédération : - Finaliste : 2021 |

## Distinction individuelle
- Meilleur joueur de Ligue 1 algérienne du mois de mai 2023.